# 陝甘総督
陝甘総督（せんかんそうとく、満洲語：ᡧᠠᠨᠰᡳ
ᡬᠠᠨᠰᡠ ᠊ᡳ
ᡠᡥᡝᡵᡳ
ᡴᠠᡩ᠋ᠠᠯᠠᡵᠠ
ᠠᠮᠪᠠᠨ、転写：šansi g'ansu -i uheri kadalara amban）は、清朝の地方長官の官職である。陝西省・甘粛省の総督として管轄地域の軍政・民政の両方を統括した。

## 沿革
- 1644年（順治元年）、陝西総督が設置される。総督府は固原に置かれ、四川省も管轄した。
- 1657年（順治14年）、総督府が漢中に移される。
- 1664年（康熙3年）、山陝総督と改称され、山西省も管轄するようになり、総督府は西安に移される。
- 1675年（康熙14年）、陝甘総督と改称され、山西省は管轄から外れ山西総督が別に設置される。
- 1680年（康熙19年）、山陝総督に名称が戻される。山西総督が廃止され、山陝総督に山西省の管轄も戻る。
- 1723年（雍正元年）、陝甘総督と改称される。山西省は管轄から再び外れ、総督が置かれることなく山西巡撫が管轄することとなる。
- 1731年（雍正9年）、陝西省と甘粛省のみを管轄し、四川省が管轄から外される。
- 1736年（雍正13年）、再び四川省を管轄し、川陝甘総督と改称される。
- 1754年（乾隆19年）、総督府が蘭州に移され、甘粛巡撫が廃止され総督が兼任する。
- 1759年（乾隆24年）、甘粛総督が設置され、粛州に総督府がおかれ、陝西省も管轄する。川陝総督府は四川に移される。後に陝甘総督は復活し、蘭州に総督府を置き、巡撫を兼任した。
- 1882年（光緒8年）、新疆省が設置され、陝甘総督が管轄する。

## 歴代陝甘総督
- イェンギシャン（尹継善）（1748年-1749年）
- 瑚宝（フボー）（1749年）
- イェンギシャン（1750年-1751年）
- 黄廷桂（1751-1753年）
- イェンギシャン（署理，1753年）
- 永常（ユンチャン）（1753年-1754年）
- 劉統勛（署理，1754-1755年）
- 黄廷桂（1755-1759年）
- ウダシャン（呉達善）（1759年）
- 楊応琚（1760年-1766年）
- ウダシャン（呉達善）（1766年-1768年）
- 明山（ミンシャン）（1769年-1771年）
- ウダシャン（1771年）
- 文綬（ウェンシェウ）（1771年-1772年）
- 海明（ハイミン）（1772年）
- レルギェン（勒爾謹）（署理，1772年）
- レルギェン（1772年-1776年）
- 畢沅（署理，1776年）
- レルギェン（1776年-1781年）
- 李侍尭（1781年-1784年）
- 畢沅（署理，1783年）
- フカンガン（福康安）（1784年）
- 慶桂（キングイ）（署理，1785年）
- 永保（ユンボー）（署理，1786年）
- 勒保（レボー）（署理，1787年）
- 勒保（1788年-1795年）
- 宜綿（イミン）（1795年-1796年）
- 陸有仁（暫署，1796年-1797年）
- 英善（インシャン）（代署，1797年）
- 宜綿（1797年-1799年）
- 恒瑞（ヘンシュイ）（署理，1799年）
- 松筠（スンユン）（1799年-1800年）
- 長麟（チャンリン）（1800年-1801年）
- 恵齢（フイリン）（1801年-1804年）
- ナヤンチェン（那彦成）（署理，1804年）
- ウェシブ（倭什布）（1804年-1806年）
- 全保（チュワムボー）（1806年-1807年）
- 方維甸（署理，1806年）
- 長齢（チャンリン）（1807年-1809年）
- 蔡廷衡（護理，1807年）
- 和寧（ヘニン）（署理，1809年）
- 松筠（1809年）
- ナヤンチェン（1810年-1813年）
- 長齢（1813年-1814年）
- 先福（シャンフ）（1814年-1817年）
- 高杞（ガオキ）（署理，1814年）
- 和寧（署理，1817年）
- 長齢（1817年-1822年）
- 朱勲（署理，1821年）
- ナヤンチェン（1822年-1825年）
- 長齢（1825年）
- 鄂山（オシャン）（署理，1825年）
- 楊遇春（署理，1825年-1826年）
- 鄂山（署理，1826年）
- 楊遇春（1827年-1835年）
- 鄂山（署理，1830年）[12]
- フスンゲ（瑚松額）（1835年-1840年）
- ネルギンゲ（訥爾経額）（1840年）
- フスンゲ（瑚松額）（署理，1840年）
- エンテヘンゲ（恩特亨額）（署理，1840年-1841年）
- エンテヘンゲ（1841年-1842年）
- フニャンガ（富呢揚阿）（1842年-1845年）
- 恵吉（フイギ）（1845年）
- 鄧廷楨（署理，1845年）
- ブヤンタイ（布彦泰）（1845年-1849年）
- 林則徐（署理，1845年）
- 楊以増（署理，1847年）[13]
- キシャン（琦善）（署理，1849年）
- キシャン（1849年-1851年）
- サインガ（薩迎阿）（暫署，1851年）
- 裕泰（ユタイ）（1851年）
- シュヒンガ（舒興阿）（署理，1851年）
- シュヒンガ（1851年-1853年）
- 易棠（署理，1853年）
- 易棠（1854年-1856年）
- 楽斌（ロビン）（1856年-1860年）
- 常績（チャンジ）（護理，1856年）
- 林揚祖（署理，1859年）
- 林揚祖（二次署，1860年）[14]
- 福済（フジ）（署理，1860年）
- 楽斌（1860年-1861年）
- 麟魁（リンクイ）（1862年）
- 沈兆霖（署理，1862年）
- シリン（熙麟）（1862年-1864年）
- 恩麟（エンリン）（護理，1862年）
- 楊岳斌（1864年-1866年）
- ドゥヒンガ（都興阿）（署理，1864年）
- 恩麟（護理，1864年）
- 左宗棠（1866年）
- ムトゥシャン（穆図善）（署理，1866年）
- ムトゥシャン（1867年-1869年）
- 左宗棠（1869年-1880年）
- 楊昌濬（1880年-1881年）
- 曽国荃（1881年）
- 譚鍾麟（1881-1888年）
- 楊昌濬（1888-1895年）
- 陶模（署理，1895年）
- 陶模（1896年-1899年）
- 魏光寿（署理，1899年）
- 魏光寿（1900年）
- 崧蕃（スンファン）（1900年-1905年）
- 何福堃（護理，1900年。二次護，1901年）
- 李廷簫（代護，1900年）
- 升允（シェンユン）（1905-1909年）
- 長庚（チャンゲン）（1909-1911年）